# Louis Lebeer

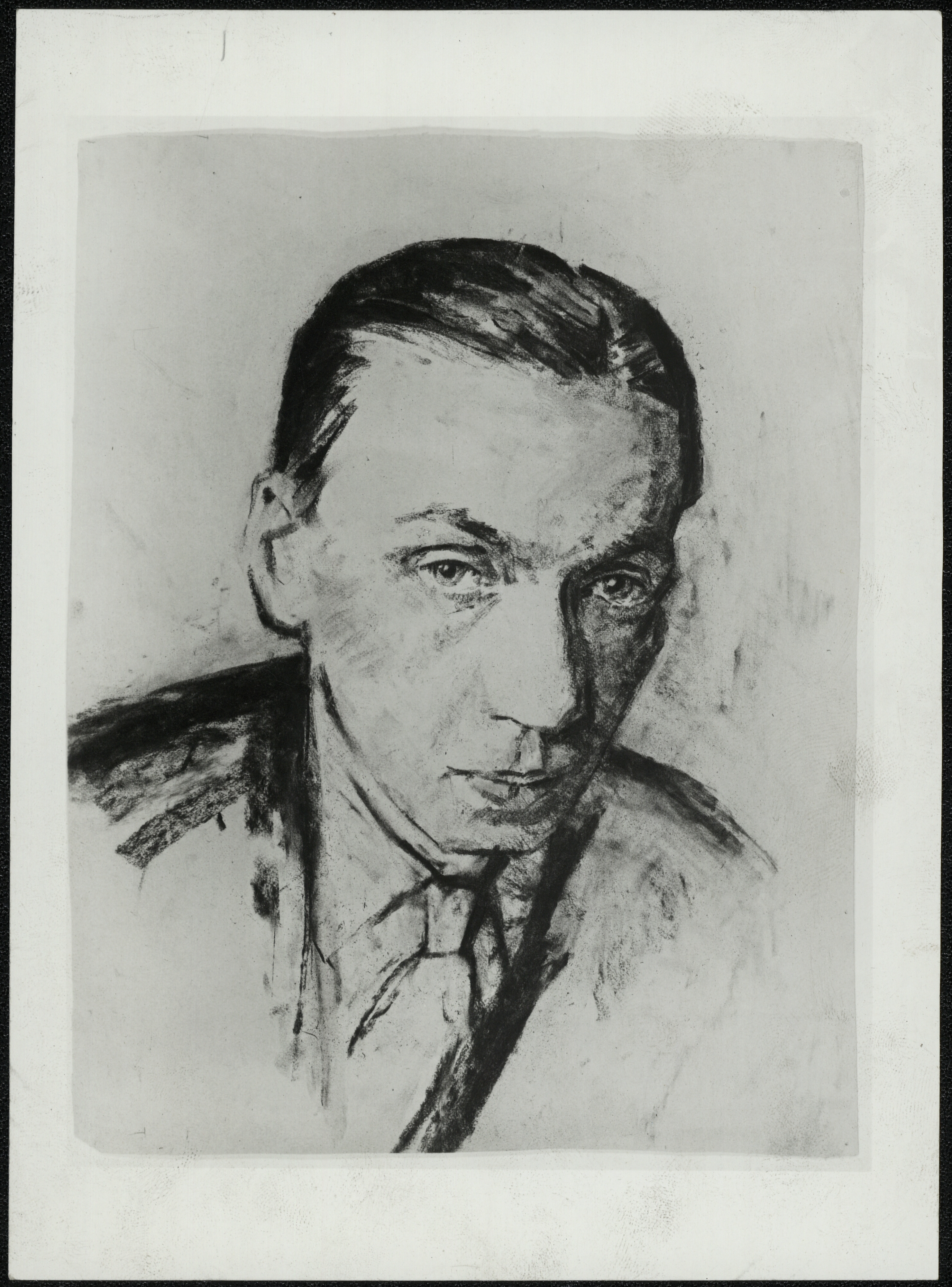
Louis Lebeer

Louis I.J.J. Lebeer (Mechelen, 2 oktober 1895 - Etterbeek, 6 januari 1986) was een Belgisch bibliothecaris en kunsthistoricus.

## Biografie
Louis Lebeer liep school aan het Sint-Romboutscollege in zijn geboortestad. Aan de Katholieke Universiteit Leuven studeerde hij medicijnen. In juli 1914 slaagde hij voor het kandidaatsexamen, maar bij het uitbreken van de Eerste Wereldoorlog vluchtte hij naar Engeland, waar hij bij een afdeling van de verbindingstroepen aan het IJzerfront dienst deed. Na de oorlog zette Lebeer zijn studie in de medicijnen niet voort, maar kon hij als oud-strijder in korte tijd de graad van doctor in de wijsbegeerte en letteren (Germaanse filologie) behalen.
Vervolgens doceerde hij aan de athenea van Hasselt en Chimay. In 1922 werd hij stagiair bij de Koninklijke Bibliotheek van België. In 1923 behaalde hij het diploma van kandidaat-bibliothecaris en aan de catalogussectie verbonden. Zijn taak was de integratie van de catalogus van de collectie van François-Joseph Fétis in de algemene catalogus.
Op vraag van René Van Bastelaer, conservator van het Prentenkabinet, specialiseerde Lebeer zich in kunstgeschiedenis, met name en de geschiedenis van de graveerkunst. Eind 1925 werd hij bijgevolg verbonden aan het Prentenkabinet. Hij schreef verschillende overzichtswerken en artikelen over grafiek, werkte mee aan de Wereldtentoonstelling van 1930 in Antwerpen en volgde van Bastelaer als lesgever aan het Institut supérieur d'histoire de l'art et d'archéologie in Brussel op.
In 1930 werd hij adjunct-conservator en kreeg hij de leiding over het Prentenkabinet, dat hij met vele nieuwe aanwinsten uitbreidde. Aan de Rijksuniversiteit Gent en de Université de Liège doceerde Lebeer geschiedenis van de grafische kunsten. In 1952 werd hij lid van de Koninklijke Academie voor Wetenschappen, Letteren en Schone Kunsten. Vanaf 1959 was hij bestuurder van de Klasse der schone kunsten en vanaf in 1962 vast secretaris van de Academie. Hij was ook lid van de Koninklijke Academie voor Oudheidkunde van België en de Maatschappij der Nederlandse Letterkunde. Tijdens zijn carrière richtte hij meer dan 75 tentoonstellingen in.